# Айе, Флориан
Флориа́н Айе́ (фр. Florian Ayé; 9 января 1997 года, Париж, Франция) — французский футболист, нападающий клуба «Серветт».

## Клубная карьера
В 2012 году Айе перешёл в академию «Осера», которую закончил в 2014 году, став игроком второй команды. Дебютировал за неё 23 августа 2014 года поединком против «Саррагемена». В сезоне 2015/2016 стал основным игроком команды, после чего был переведён в первую. 7 августа 2015 года Айе дебютировал в Лиге 2 в поединке против «Валансьена», выйдя на замену на 79-й мируте вместо Гаэтано Курте.

## Карьера в сборной
Играл за юношескую сборную Францию различных возрастов. Чемпион Европы 2016 года среди юношей до 19 лет. На турнире провёл две игры против сверстников из Англии и Хорватии.

## Достижения
Международные
- Победитель чемпионата Европы (до 19 лет) (1): 2016